# Jeurre
Jeurre es una localidad y comuna francesa situada en la región de Franco Condado, departamento de Jura, en el distrito de Saint-Claude y cantón de Moirans-en-Montagne.

## Demografía
| 168 | 142 | 127 | 153 | 220 | 253 | 488 |
| Para los censos de 1962 a 1999 la población legal corresponde a la población sin duplicidades (Fuente: INSEE [Consultar]) |     |     |     |     |     |     |